# Дондедео де Джусті
Дондедео де Джусті (Джусто, Юсто) (*італ. Dondedeo di Giusti; д/н — бл. 1352) — консул Кафи (голова Газарії) у 1340—1343 і 1344—1352 роках.

## Життєпис
Походив зі знатного генуезького роду де Джусті. Втім відомостей про нього обмаль. Більшість стосується часу його урядування на посаді консула Кафи. Початок каденції є дискусійним. Він замінив Петрано де Лорто. Ймовірно саме Дондедео де Джусті почав або завершив будівництво основної частини Кафської фортеці у 1341—1342 роках.
1343 року з невідомих причин його замінив Карлото Гримальді, хоча цей рік в італійських джерелах позначено як продовження урядування де Джусті. Втім за однією з версій останній був лише його вікарієм на час, коли сам де Джусті перебував в Чембало, яку було захоплено саме в цей час. В будь-якому разі він залишався в Криму, оскільки вже у 1344 році знову значиться як консул Кафи. Місто на той час пееребувало в облозі військ ординського хана Джанібека. Консул зумів організувати оборону. Доля Дондедео де Джусті невідома, припускають, що він міг померти під час епідемії чуми. Його наступником став Готіфредо де Зоаліо, про якого перша згадка відноситься до 1352 року.